# Traits d'orchestre
Les traits d'orchestre sont des passages d’une partition orchestrale de quelconque instrument relevant d’une grande difficulté d’exécution. Ils sont notamment utilisés dans les concours de recrutement,.
Il existe pour chaque instrument de l'orchestre un répertoire spécifique et des recueils permettant de travailler ces traits de façon séparée. La formation aux traits d'orchestre intervient dans le programme des conservatoires et des écoles préparant à la profession de musicien d'orchestre. 